# Morti nel 1981/Marzo
| Questa pagina contiene informazioni ricavate automaticamente dalle voci biografiche con l'ausilio del template Bio e di un bot. L'aggiornamento è periodico e automatico e ricostruisce completamente la pagina. Se manca una persona in questa lista, sei pregato di non aggiungerla, ma accertati piuttosto che la sua voce biografica contenga il template Bio e che i dati anagrafici siano correttamente compilati. Se il template Bio manca, inseriscilo tu stesso o, in alternativa, metti l'avviso {{tmp\|Bio}} che ne segnala la mancanza. Se i dati riportati sono sbagliati, correggi direttamente la voce biografica; le modifiche saranno visibili in questa lista entro pochi giorni. Per chiarimenti vedi il progetto biografie. La lista contiene solo le 89 persone che sono citate nell'enciclopedia e per le quali è stato implementato correttamente il template Bio. Pagina aggiornata al 3 mar 2024. |

- 1º marzo - Tulio Botero Salazar, arcivescovo cattolico colombiano (n. 1904)
- 1º marzo - Marino Dinucci, enigmista italiano (n. 1902)
- 2 marzo - Osvaldo Ramous, poeta e scrittore italiano (n. 1905)
- 3 marzo - Rebecca Lancefield, microbiologa statunitense (n. 1895)
- 4 marzo - Karl-Jesko von Puttkamer, ammiraglio tedesco (n. 1900)
- 4 marzo - Einar Andersen, calciatore norvegese (n. 1905)
- 4 marzo - Teddy Bowen, calciatore inglese (n. 1903)
- 4 marzo - Luigi Dalvit, politico italiano (n. 1921)
- 4 marzo - Franz Kapus, bobbista svizzero (n. 1909)
- 4 marzo - Giuseppe Perentin, nuotatore italiano (n. 1906)
- 4 marzo - Dante Tassotti, architetto italiano (n. 1912)
- 4 marzo - Torin Thatcher, attore britannico (n. 1905)
- 5 marzo - Brenda De Banzie, attrice britannica (n. 1909)
- 5 marzo - Enrico Gras, regista e sceneggiatore italiano (n. 1919)
- 5 marzo - Yip Harburg, paroliere statunitense (n. 1896)
- 5 marzo - Paul Hörbiger, attore austriaco (n. 1894)
- 5 marzo - Sergio Musmeci, ingegnere italiano (n. 1926)
- 6 marzo - Aldo Galli, pittore e decoratore italiano (n. 1906)
- 7 marzo - Giovanni Bianconi, poeta, artista e etnologo svizzero (n. 1891)
- 7 marzo - Bosley Crowther, giornalista e critico cinematografico statunitense (n. 1905)
- 7 marzo - Bruno Marzi, pittore e falsario italiano (n. 1908)
- 7 marzo - Francesco Mattuteia, calciatore e allenatore di calcio italiano (n. 1897)
- 7 marzo - Red Pollard, fantino canadese (n. 1909)
- 7 marzo - Hilde Sperling, tennista tedesca (n. 1908)
- 8 marzo - Martinus, scrittore danese (n. 1890)
- 8 marzo - Hede Massing, attrice e agente segreto austriaca (n. 1900)
- 9 marzo - Max Delbrück, biofisico tedesco (n. 1906)
- 9 marzo - Chris von Wangenheim, fotografo tedesco (n. 1942)
- 10 marzo - Flavio Calzavara, sceneggiatore e regista italiano (n. 1900)
- 10 marzo - Vittorio Cecati, politico italiano (n. 1920)
- 11 marzo - Kazimierz Kordylewski, astronomo polacco (n. 1903)
- 11 marzo - Guy Revell, pattinatore artistico su ghiaccio canadese (n. 1941)
- 12 marzo - Beatrice Armstrong, tuffatrice britannica (n. 1894)
- 12 marzo - Ángeles Ottein, soprano, cantante e insegnante spagnola (n. 1895)
- 13 marzo - Celeste Di Porto,  italiana (n. 1925)
- 13 marzo - Paolo Grassi, impresario teatrale, direttore teatrale e giornalista italiano (n. 1919)
- 14 marzo - Vessillo Bartoli, allenatore di calcio e calciatore italiano (n. 1908)
- 15 marzo - Emanuele Cavalli, pittore e fotografo italiano (n. 1904)
- 15 marzo - René Clair, regista, sceneggiatore e attore francese (n. 1898)
- 15 marzo - Dino Sbrana, calciatore italiano (n. 1907)
- 15 marzo - Philip Testa, mafioso statunitense (n. 1924)
- 16 marzo - Bill Baucom, attore statunitense (n. 1910)
- 17 marzo - Dorothy Dwan, attrice statunitense (n. 1906)
- 17 marzo - Antonio Santin, arcivescovo cattolico italiano (n. 1895)
- 18 marzo - Luis Gamonal Gago, calciatore e allenatore di calcio spagnolo (n. 1922)
- 19 marzo - Raffaello Lospinoso Severini, avvocato e politico italiano (n. 1918)
- 19 marzo - Tampa Red, cantante e musicista statunitense (n. 1904)
- 20 marzo - Irving Jaffee, pattinatore di velocità su ghiaccio statunitense (n. 1906)
- 20 marzo - Sonny Red, sassofonista statunitense (n. 1932)
- 20 marzo - Theo-Helmut Lieb, generale tedesco (n. 1889)
- 20 marzo - Angelo Penna, religioso, teologo e biblista italiano (n. 1917)
- 20 marzo - Edith Schultze-Westrum, attrice tedesca (n. 1904)
- 20 marzo - Sebastiano Scirè Risichella, militare italiano (n. 1890)
- 21 marzo - Per-Axel Arosenius, attore svedese (n. 1920)
- 21 marzo - Federico Busini, calciatore italiano (n. 1901)
- 21 marzo - Michael Donald,  statunitense (n. 1962)
- 21 marzo - Mark Semënovič Donskoj, regista sovietico (n. 1901)
- 21 marzo - Mino Pasquini, cestista e allenatore di pallacanestro italiano (n. 1910)
- 22 marzo - Joseph G. Fucilla, linguista e lessicografo statunitense (n. 1897)
- 22 marzo - Les McKay, pallanuotista australiano (n. 1917)
- 23 marzo - Claude Auchinleck, generale britannico (n. 1884)
- 23 marzo - Mike Hailwood, pilota motociclistico e pilota automobilistico britannico (n. 1940)
- 23 marzo - Giorgio Masè, calciatore italiano (n. 1903)
- 23 marzo - Beatrice Tinsley, astronoma neozelandese (n. 1941)
- 24 marzo - Ermanno Englaro, allenatore di calcio e calciatore italiano (n. 1919)
- 24 marzo - Roberto Rolla, calciatore italiano (n. 1941)
- 25 marzo - Virgilio Bellone, musicista e religioso italiano (n. 1907)
- 25 marzo - Edward Lasker, scacchista, ingegnere e goista statunitense (n. 1885)
- 26 marzo - Michele Bianco, politico e avvocato italiano (n. 1895)
- 26 marzo - Attilio Lapadula, architetto e urbanista italiano (n. 1917)
- 26 marzo - Carola Prosperi, scrittrice e giornalista italiana (n. 1883)
- 27 marzo - Jacob Ackeret, fisico svizzero (n. 1898)
- 27 marzo - Eraldo Da Roma, montatore italiano (n. 1900)
- 27 marzo - Mao Dun, scrittore e critico letterario cinese (n. 1896)
- 28 marzo - Giuseppe Mazzotti, critico d'arte, scrittore e saggista italiano (n. 1907)
- 28 marzo - Nikolaj Vladimirovič Timofeev-Resovskij, genetista russo (n. 1900)
- 28 marzo - Jurij Valentinovič Trifonov, scrittore russo (n. 1925)
- 29 marzo - Gunnar Gabrielsson, tiratore a segno svedese (n. 1891)
- 29 marzo - David Prophet, pilota automobilistico britannico (n. 1937)
- 29 marzo - Nikolaj Smaga, marciatore sovietico (n. 1938)
- 30 marzo - Louis Kuehn, tuffatore statunitense (n. 1901)
- 30 marzo - Douglas Lowe, mezzofondista britannico (n. 1902)
- 30 marzo - Alfeo Zanini, partigiano e politico italiano (n. 1923)
- 31 marzo - Enid Bagnold, scrittrice e drammaturga britannica (n. 1889)
- 31 marzo - Imre Gellért, ginnasta ungherese (n. 1888)
- 31 marzo - Hank Henry, attore, produttore cinematografico e produttore televisivo statunitense (n. 1906)
- 31 marzo - Frank Tieri, mafioso italiano (n. 1904)
- 31 marzo - Stanisław Ujejski, generale e aviatore polacco (n. 1891)
- 31 marzo - Nicolaas Verhoeven, missionario e vescovo cattolico olandese (n. 1896)